# André Noël (cuisinier)
Vous lisez un « bon article » labellisé en 2017.
Pour les articles homonymes, voir André Noël et Noël (homonymie).
André Noël, né en 1726 à Périgueux, et mort le 4 mai 1801 à Berlin, est un cuisinier français attaché au service du roi Frédéric II de Prusse. Ce dernier, l'un des hommes les plus friands de son époque, lui consacre en 1772 un long poème. Giacomo Casanova le décrit comme le cuisinier « très chéri de Sa Majesté prussienne » ; le médecin du roi, Johann Georg Zimmermann, comme « un homme bien dangereux » ; et, plus tard, le gastronome Joseph Favre, comme « le plus grand cuisinier de l'époque ». Il crée des plats réputés pour la table royale, telle une « bombe de Sardanapale », mais on lui prête aussi la confection d'un pâté de faisan que La Mettrie aurait apprécié au point d'en mourir d'indigestion. Après sa mort, il apparaît dans plusieurs œuvres romanesques.

## Biographie

### De Périgueux à Potsdam

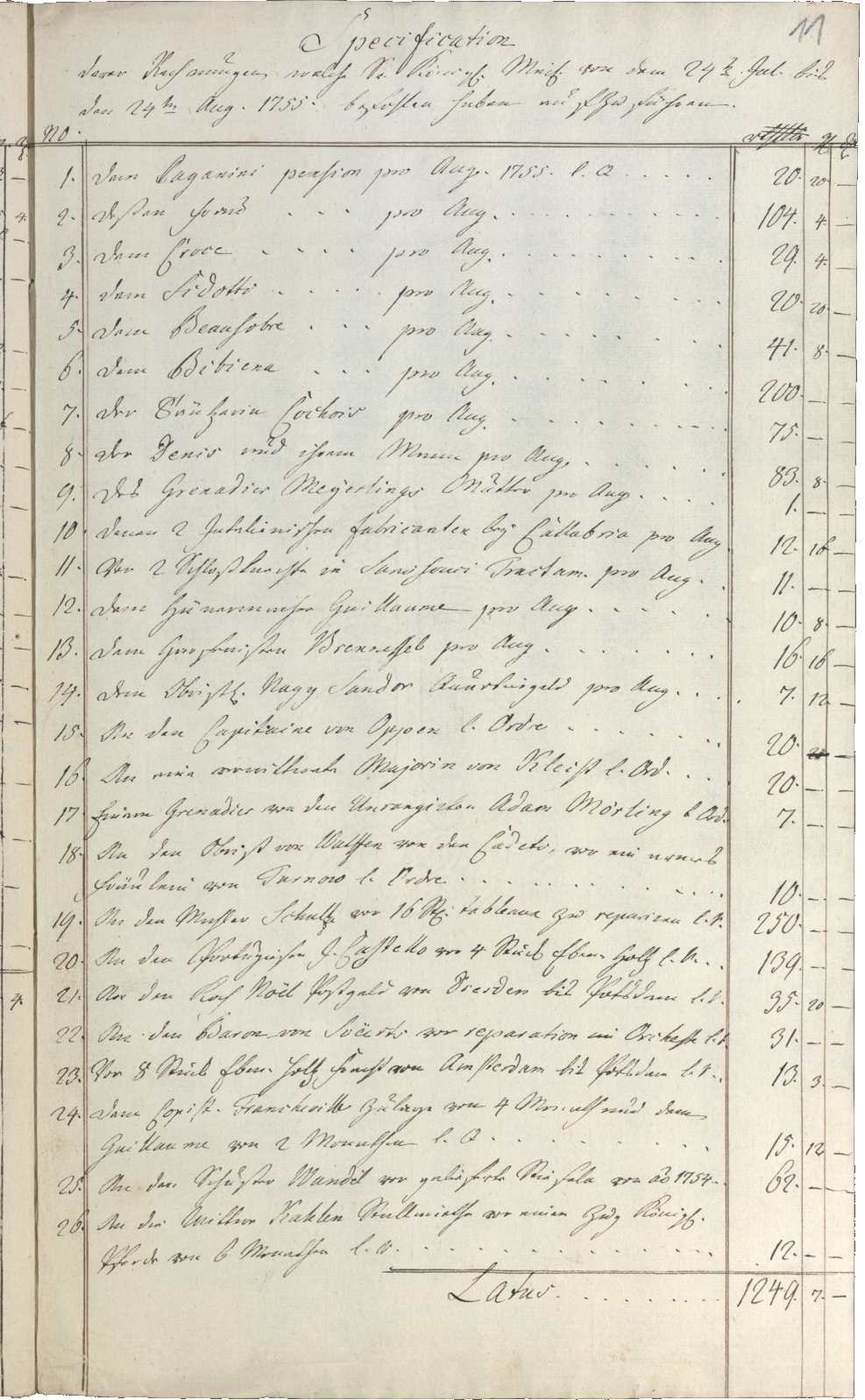
Une des premières entrées concernant André Noël dans le registre de comptes du palais de Sans-souci : en août 1755, le remboursement de ses frais de voyage, de Dresde à Potsdam (ligne 21).

André Noël — ou Nouël — naît en 1726 à Périgueux,, dans le quartier Limogeanne. Il a un frère, « aubergiste dans cette ville ». Casanova écrit cependant avoir cherché à le retrouver à Angoulême, et n'y avoir rencontré que son père, un pâtissier florissant, au « talent prodigieux en matière de pâtés », qu'il expédie dans toute l'Europe. Pour le reste, on ne sait quasiment rien de sa carrière avant son départ en Prusse, Philippe Meyzie mettant en garde contre toute reconstitution a posteriori d'un « passé mythifié » et Hans-Uwe Lammel suggérant que la célébrité du père de Noël a pu jouer un rôle dans le recrutement de son fils.
En 1755, André Noël est engagé à la cour du roi Frédéric II de Prusse, au palais de Sans-souci, à Potsdam, en tant que cuisinier,,,. Deux aspects permettent de contextualiser ce recrutement :

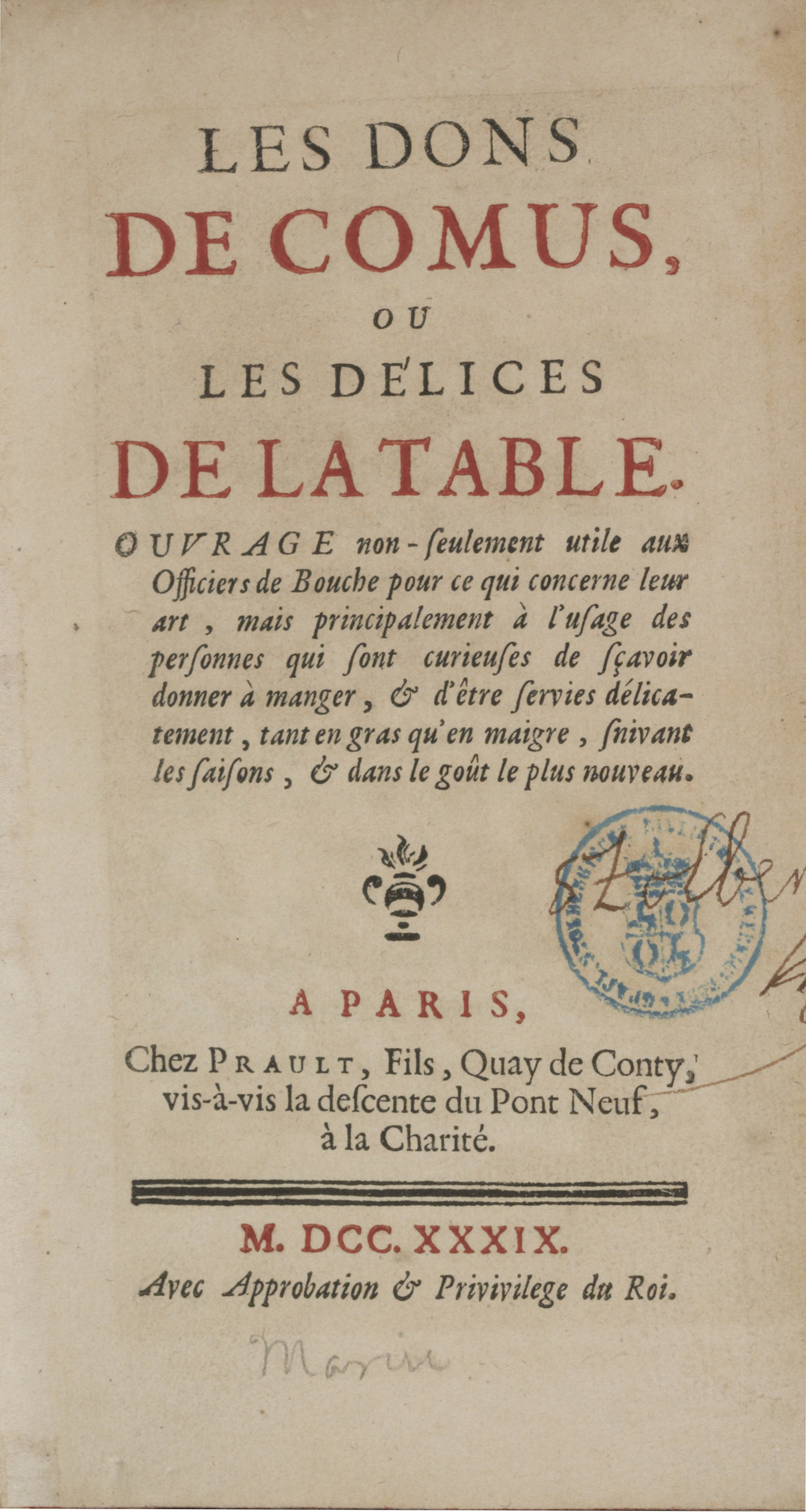
Page de titre des Dons de Comus de François Marin (1739).

- L'époque considère qu'on ne « fait de bonne chère qu'avec des cuisiniers de France[13] ». Les chefs de cuisine français, comme Vincent La Chapelle, sont recherchés par les princes européens[14]. Certains d'entre eux, tels Frédéric II, « pour s'amuser, ne dédaignent pas de parler quelquefois cuisine[15] », ainsi que le dit l'avertissement des Dons de Comus, un manuel de « nouvelle cuisine » publié en 1739 par François Marin et qui connaît un grand succès[16]. Frédéric II a d'ailleurs lu Les Dons de Comus[17], même s'il fait coexister à sa table la cuisine française avec la cuisine allemande[18]. Il emploie des chefs de cuisine français, tel le « fameux Duval »[19], qui entre à son service en 1731[20],[n. 3]. En 1744, un autre cuisinier français, le Lyonnais[22] Émile Joyard, gendre d'Antoine Pesne[23], est au service de Frédéric[24] ; il en restera trente ans le maître d'hôtel[25],[n. 4].
- Les pâtés du Périgord, notamment ceux de Périgueux, sont au XVIIIe siècle « le plus cher des entremets[26] » et constituent un cadeau nobiliaire réputé[27], étant toutefois précisé que la référence au Périgord renvoie le plus souvent, non à l'origine géographique du plat, mais à sa préparation « à la Périgord », c'est-à-dire avec incorporation de truffes[28]. Dès 1743, la correspondance de Frédéric II atteste qu'il est friand de ces pâtés[29]. Il « aimait les truffes et faisait venir tous les ans un pâté du Périgord[30],[31],[32] », en particulier ceux du pâtissier Courtois de Périgueux dont il « faisait un cas particulier[9] ». Il en envoie aussi comme cadeau[33]. Le roi restera « particulièrement[22] » attaché aux pâtés toute sa vie, un diplomate français relevant qu'à l'approche de la mort, il ne se nourrit plus que « de pâtés d'anguille et de Périgueux[34] ».

### Carrière et fin de vie à Berlin

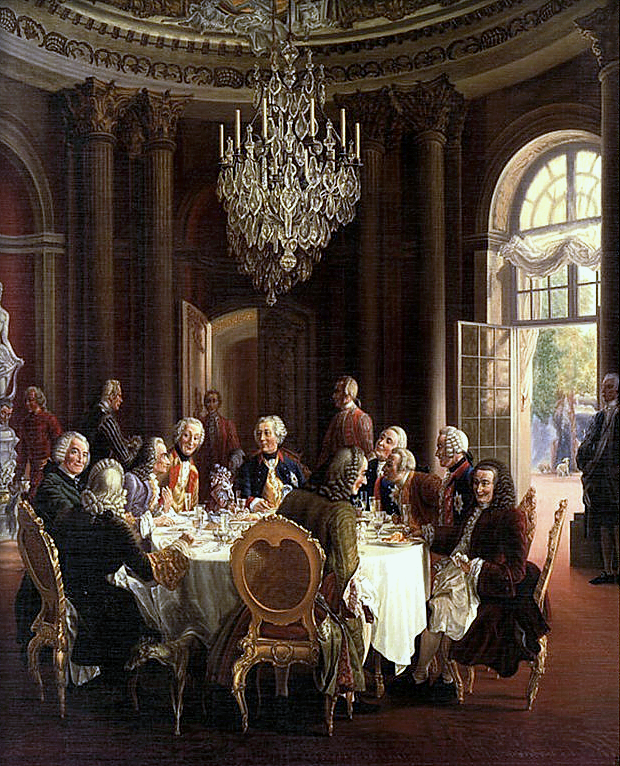
Dans cette reconstitution d'Adolph von Menzel, Casanova, La Mettrie et Voltaire sont attablés avec Frédéric II.

Casanova rencontre André Noël chez Madame Rufin en 1764 lors d'un séjour à Berlin. Il garde le souvenir d'un « homme fort gai qui […] était le cuisinier unique et très chéri de Sa Majesté prussienne […] [mais] ne venait que rarement dîner avec sa compatriote et bonne amie, parce que son service le retenait dans la cuisine du roi, ».
Dès 1761, Frédéric II se montre particulièrement satisfait de Noël, écrivant au marquis d'Argens que « Noël est en état de contenter l'épicurien le plus gourmet de l'Europe ». André Noël devient, selon B. Maether, second cuisinier en chef en 1767. En 1784, à la mort de Joyard, il est désigné comme successeur de celui-ci au poste de maître d'hôtel,. Chaque jour, après le petit déjeuner, Frédéric II et André Noël s'entretiennent pour établir le menu du midi et choisir les cuisiniers chargés de sa préparation,. À la fin du déjeuner, lorsqu'on était au dessert, le chef de cuisine surgissait, toujours en habit galonné, et présentait au roi « une tablette et des crayons, et il ordonnait lui-même son menu pour le lendemain ». Noël dirige une équipe de douze cuisiniers, pour assurer le service royal au palais. Lorsque Frédéric II invite une personnalité étrangère à se joindre à sa table, André Noël peut servir jusqu'à quatre-vingts plats.

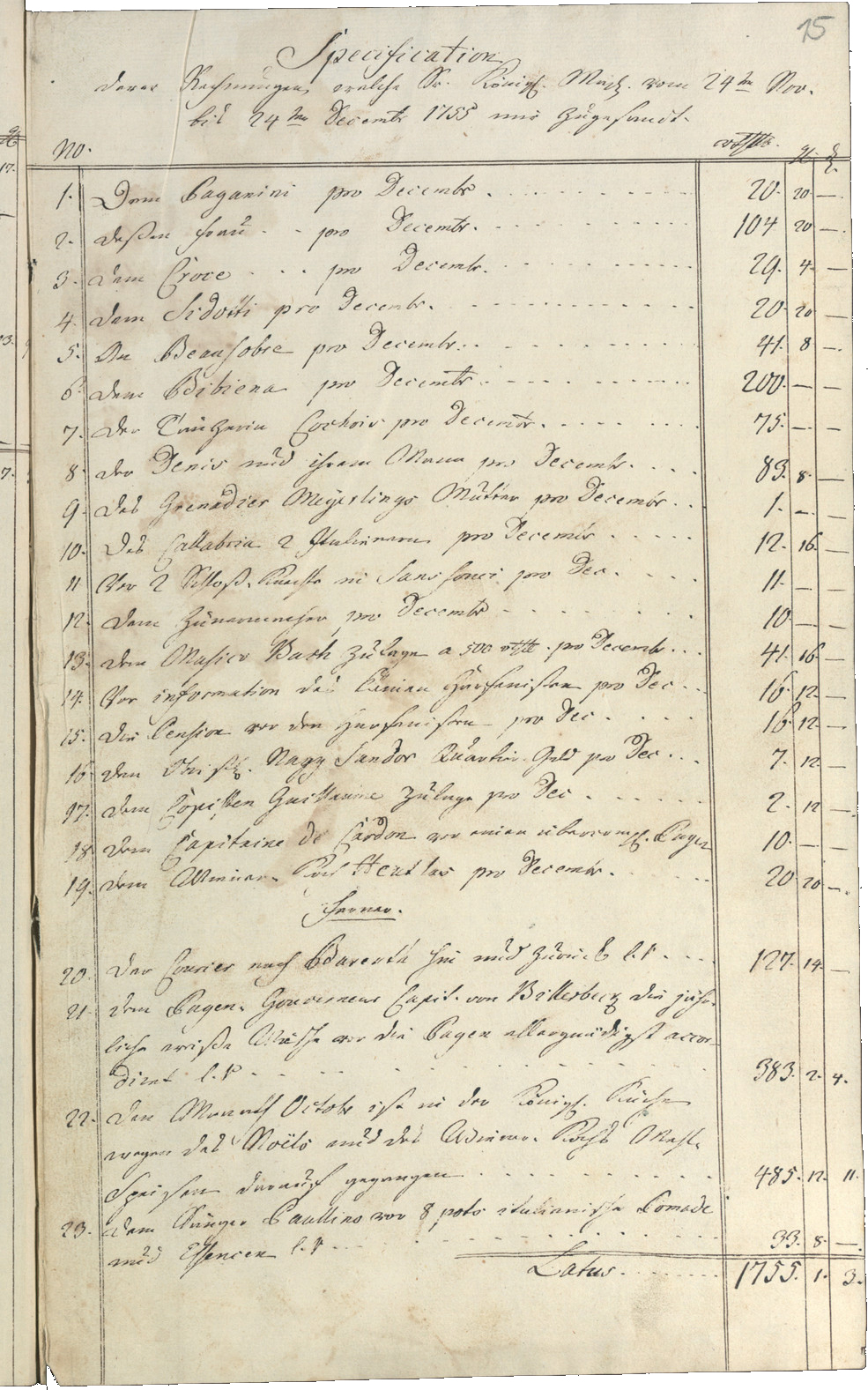
Émoluments d'André Noël en octobre 1755 (ligne 22) : 485 thalers pour de la pâtisserie (Mehlspeisen).

Les repas du roi donnent souvent lieu à un cérémonial enjoué, Frédéric II n'hésitant pas à composer des vers de circonstance pour célébrer 
le grand Noël [qui] de ses mains inventives,

Ce soir surpasse ses exploits.
Jean-Charles Laveaux, qui rapporte ces faits, ajoute : « Après avoir déclamé ces vers, le roi donna un coup de baguette, et le souper parut ».
Les émoluments de Noël sont à l'origine de 500 thalers et passent à 1 000 thalers en 1769, quand il est nommé second cuisinier-chef. À ce salaire s'ajoutent des avantages sur le prix des fournitures, selon une forfaitisation complexe, plusieurs fois rediscutée.

Malgré ces arrangements, Frédéric est constamment préoccupé d'éviter que ses cuisiniers ne lui « volent la moitié des provisions » et le sujet peut donner lieu à une « dispute très vive, »
Le médecin Johann Georg Zimmermann, qui soigne Frédéric II à la fin de sa vie, regarde Noël « comme un grand homme dans son espèce », mais aussi « comme un homme bien dangereux ». Jean-Charles Laveaux estime toutefois qu'il s'agit là d'un de ces « sarcasmes et mauvaises plaisanteries » que ne cesse de lancer Zimmermann contre « tout ce qui porte un nom français », y compris Voltaire. Pour Laveaux, Noël « a autant d'honnêteté dans le caractère, que Voltaire avait de délicatesse dans l'esprit. » Pierre René Auguis ajoute de son côté que Noël est un « serviteur zélé, fidèle, mais brusque ».
Le 9 septembre 1786, Noël assiste aux funérailles de Frédéric II et prend part au cortège. Jusqu'en 1801, il reste le premier maître cuisinier de son successeur, Frédéric-Guillaume III. Il meurt le 4 mai 1801 à Berlin, à l'âge de 75 ans.

## Plats notoires

### Bombe de Sardanapale

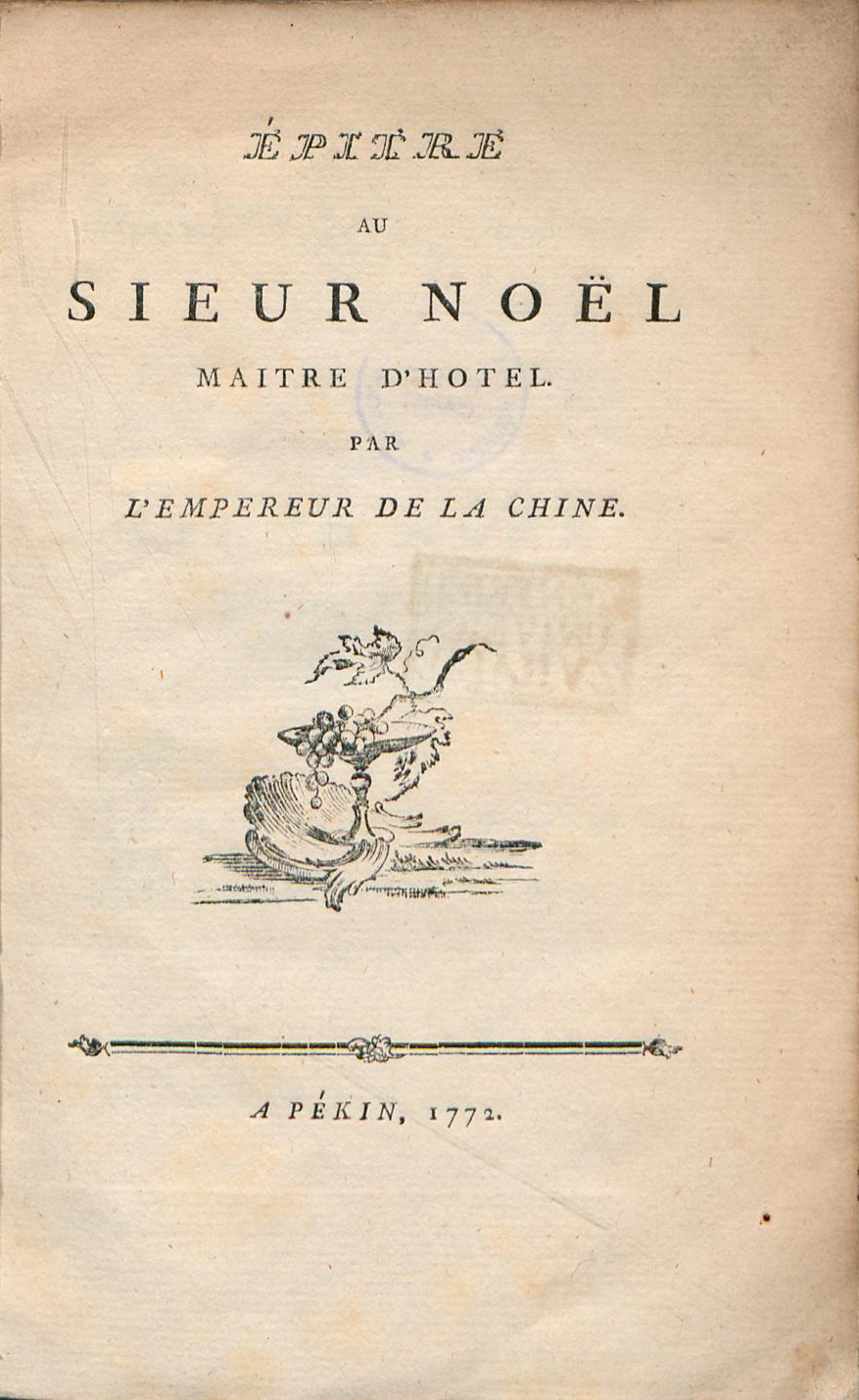
Page de titre de lÉpître au sieur Noël de Frédéric II (1772).

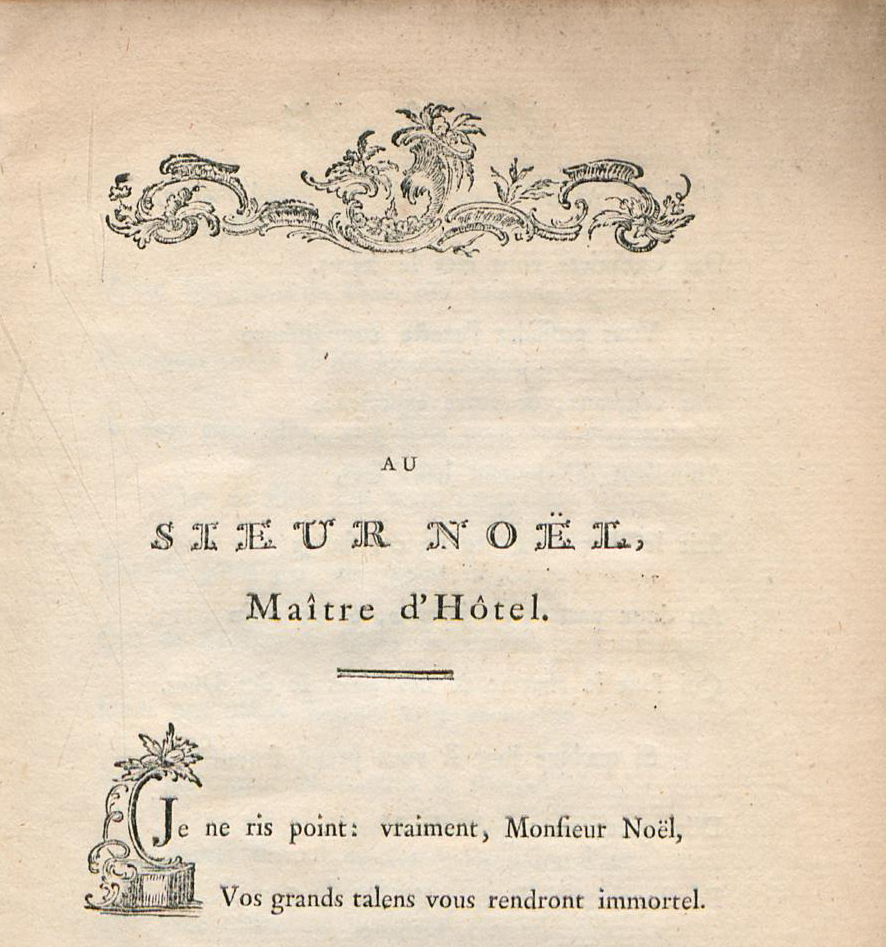
Incipit de lÉpître au sieur Noël de Frédéric II (1772).

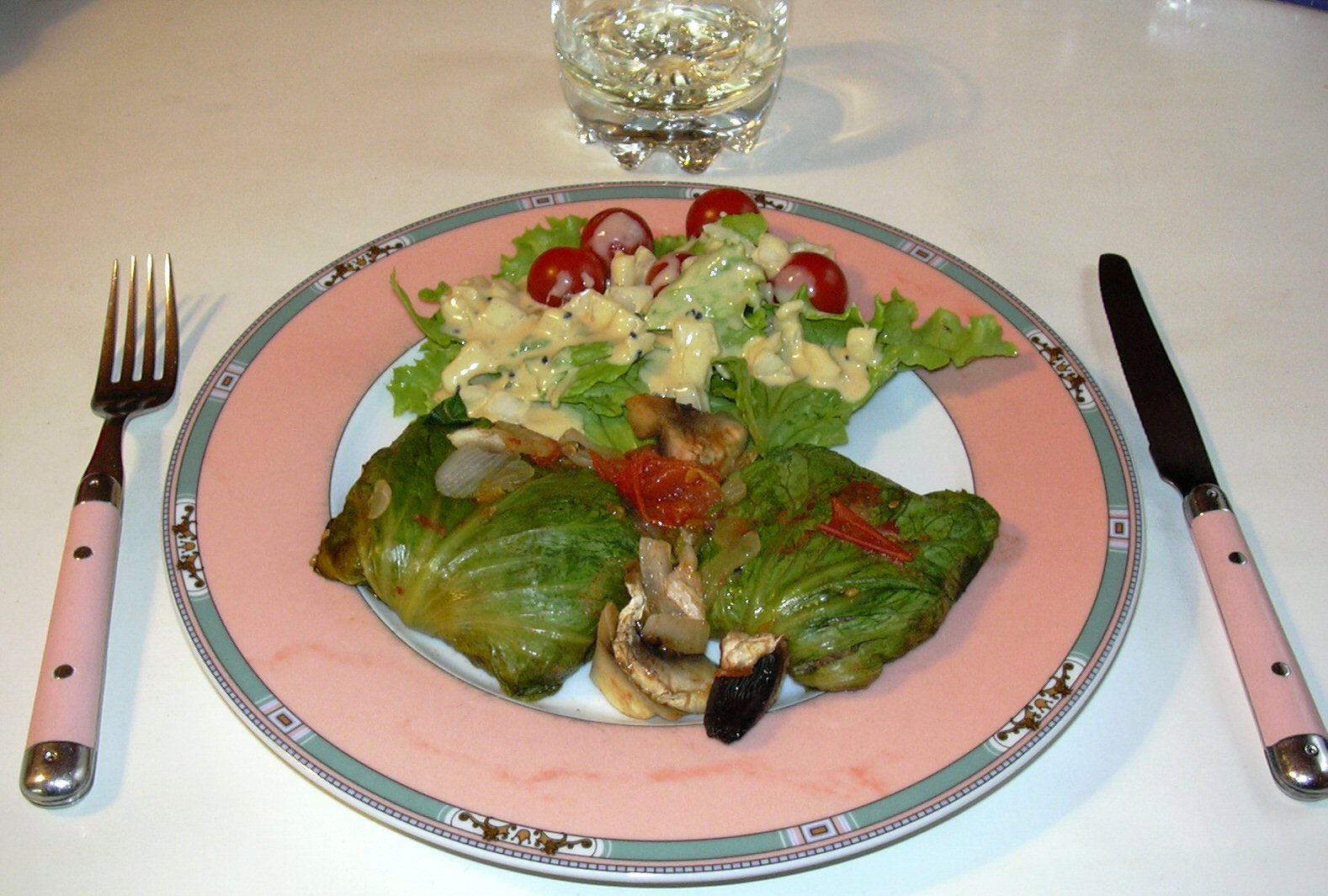
La bombe de Sardanapale est une variante du chou farci, un plat connu dans toute l'Europe dont Allen Weiss compte plus de 77000 variantes, parmi lesquelles, selon cet auteur, la plus extravagante serait le marroné lyonnaise d'Édouard Nignon,,.

La « bombe de Sardanapale » est, selon Friedrich Nicolai, le plat préféré de Frédéric II et « le comble de la gourmandise ». Le plat est fréquemment servi à la table royale entre 1772 et 1779. Il est notamment mentionné dans un poème de 137 vers de Frédéric II, l'Épître au sieur Noël maître d'hôtel par l'Empereur de la Chine, publiée à Potsdam en 1772,. Si Joseph Berchoux estime que ce poème ne brille pas par ses qualités littéraires, Édouard Fournier, en revanche, avance que Voltaire aurait prêté au roi le « concours de sa plume » et que c'est « ensemble que poète et monarque » composèrent le poème,. L'attribution à « l'empereur de la Chine », tout comme l'affirmation fantaisiste que l'opuscule est publié à Pékin font référence à une plaisanterie entre Frédéric et Voltaire et l'incipit de l'Épître au sieur Noël renvoie explicitement à une dimension humoristique : 
Je ne ris point ; vraiment, monsieur Noël,

Vos grands talents vous rendront immortel.

Le poème, qui n'a cependant rien d'une « satire baroque », précise ce qui, pour Frédéric II, fait l'art de son cuisinier : 
Vous possédez l'exacte connaissance

Des végétaux ; et votre expérience,

Assimilant discrètement leurs sucs,

Sait les lier au genre de ses sauces !

Cet art consiste à masquer et non à révéler les ingrédients. Il faut 
Que toute table, élégamment servie,

Évite en tout l'air d'une boucherie ;

[…]

Un cuisinier qui brigue la louange

Doit déguiser les cadavres qu'on mange.

C'est précisément dans cet art du hachis qu'excelle Noël : 
La farce […] lui sert à tout masquer.

Voilà par où le fameux Noël brille.

[…]

C'est un Newton dans l'art de la marmite,

Un vrai César en fait de lèchefrite.

Et tel est notamment le cas de 
cette bombe à la Sardanapale,

Ce mets des dieux qu'aucun ragoût n'égale.

Les sources divergent sur l'attribution de la recette. Pour Jean-Robert Pitte, André Noël en serait l'inventeur. Heidi Driesner avance qu'André Noël l'aurait inventé mais que Frédéric II aurait choisi le nom du mets. Pierre René Auguis propose une troisième version : selon lui, le roi, goûtant ce que Carlo Denina appelle une « cuisine infernale », aurait choisi les ingrédients, ou plutôt exigé l'incorporation de certains, et Noël, nommé le plat : 

« imagina une réunion d’ingrédients propres par leur violence, à révolter tout autre homme : Noël proteste contre un mets aussi mal sain, mais obéit à des ordres réitérés. Le Roi, charmé de sa cuisine, prend la parole et lui dit : Noël, j’ai eu la gloire de créer un plat délicieux, je vous laisse l'honneur de le nommer. D’abord, le maître d’hôtel s’excusa ; mais pressé il répond d’un ton brusque : appelez le bombe à la sardanapale. Le Roi s’adresse en riant au comte de Schullenbourg et lui dit : c’est par attachement pour moi qu’il se fâche. »

 Un journaliste russe, Alexeï Denissov, soutient de son côté que Catherine II, « invitée chez son favori, le comte Potemkine, qui avait une dizaine de cuisiniers étrangers, […] appréciait particulièrement les “bombes à la Sardanapale”, réalisées par un chef français ». Ces « bombes, ajoute ce journaliste, étaient en fait de simples croquettes de volaille ». Quelle qu'ait été la répartition des rôles entre le roi et son cuisinier, il est en tout cas attesté que Frédéric II faisait une grande consommation d'épices et que Noël, contraint, au grand dam de ses médecins, de seconder cet excès, le désapprouvait.
Selon Friedrich Nicolai, la « bombe de Sardanapale » est une tête de chou cabus ou de chou de Milan, farcie de viande épicée, d'olives, de câpres, d'anchois et « d'autres ingrédients fins », « cuits ou rôtis avec un soin particulier ». Lucien Noël nomme en outre le lard, l'ail et le safran parmi les ingrédients. Friedrich Nicolai rapporte avoir vu plusieurs fois le roi annoter ses menus où figurait la « bombe » d'un « bravo Noël ! » et ajoute que le roi en mangeait tant qu'il lui venait une indigestion, mais qu'il redemandait néanmoins ce plat. Le même Nicolai assure qu'il aurait demandé à Noël sa recette et essayé de reproduire le plat dans sa propre cuisine, sans jamais y arriver, en dépit de « semaines de préparatifs et d'instruction du cuisinier ».
La célèbre recette a toutefois fait l'objet d'une tentative de reproduction contemporaine, à l'occasion du tricentenaire de la naissance de Frédéric II,.
Johann Georg Zimmermann rapporte l'effet sur le cuisinier de l'épître royale : 

« Sans connaître ce Monsieur Noël, j'eus un jour occasion de le voir à Potsdam dans un concert public. Le ton d'importance qui régnait sur sa physionomie, me frappa beaucoup sans que je pusse rien voir de grand. Après qu'un officier m'eût dit qui il était, je lui dis que je voyais sur son visage que l'Empereur de la Chine lui avait écrit. »

Mirabeau raconte une anecdote qui va dans le même sens : un jour, à l'opéra, Noël, « fier des bombes à la Sardanapale et des polentas qu'il préparait pour l'un des rois les plus friands qui fut jamais », veut s'installer aux places réservées aux officiers, arguant qu'il est officier du roi. Il en est chassé à coups de canne. Après qu'il s'en soit plaint au roi, ce dernier lui répond : « Vous êtes un maraud et vous avez reçu le prix de votre insolence. »

### Pâté du Périgord de Magdebourg

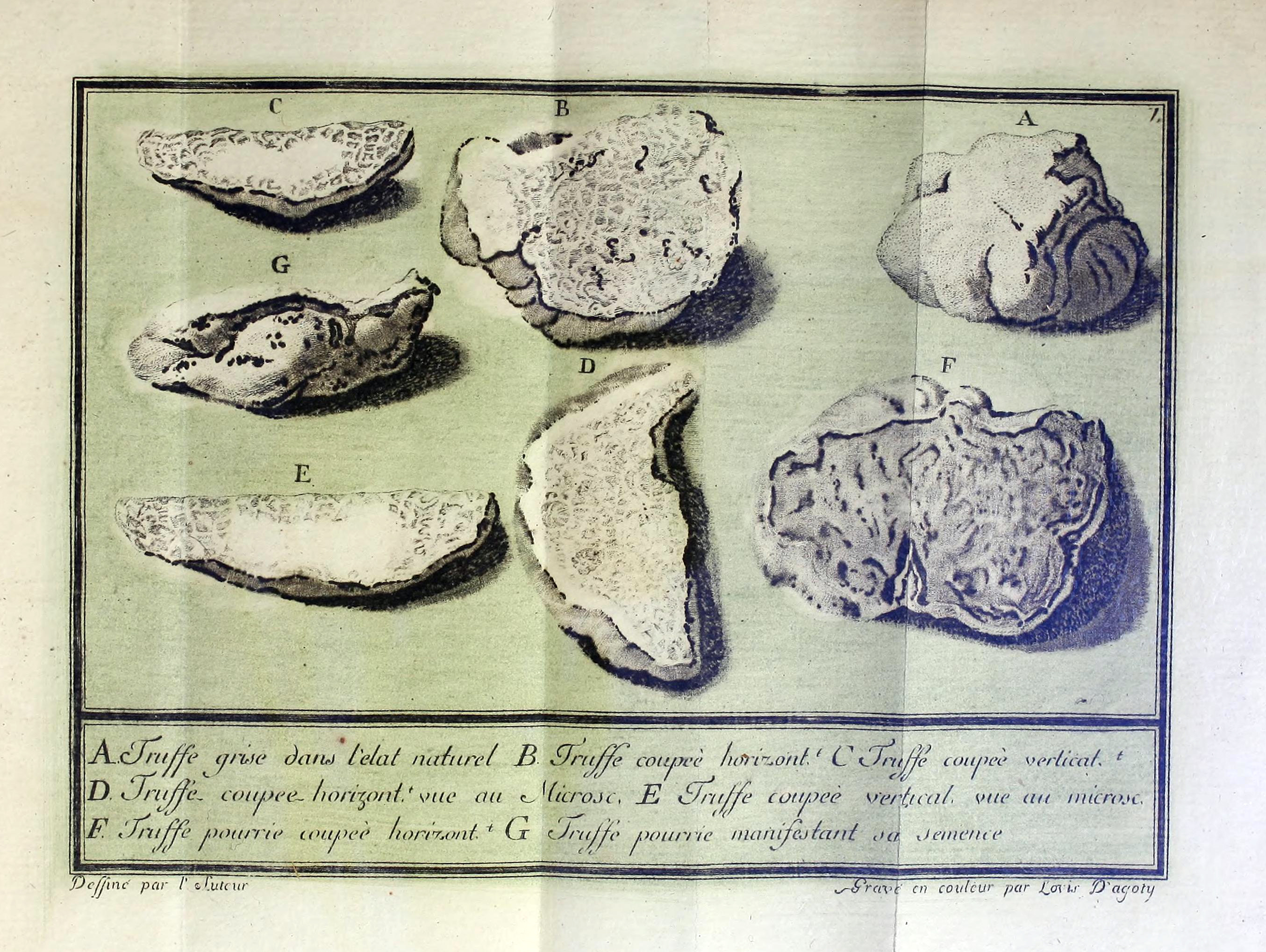
Truffes du Piémont par Michel-Jean Borch (1780). Les truffes d'Italie étaient les favorites de Frédéric II,.

Sachant la prédilection du roi pour les truffes, le baron de La Motte Fouqué fait venir de Croatie quelques chiens dressés à les déterrer. On trouve ainsi des truffes dans les environs de Magdebourg, dont Fouqué fait préparer et envoyer au roi un pâté que celui-ci trouve très bon. Noël est ensuite chargé de faire avec ces truffes un « paté du Périgord de Magdebourg », dont il s'acquitte au demeurant avec brio, son « assaisonnement » l'emportant sur l'original,.

### Arrière-faix de Marie-Antoinette
Charles de Hesse-Cassel évoque dans ses Mémoires André Noël, qu'il croise en 1779. Il note que le cuisinier de Frédéric II lui prépare des soupes « admirables », des plats « pour la plupart à la française et quelques-uns d'une force extraordinaire », faits de « toutes sortes de choses extrêmement délicates ». Parmi les plats qui lui sont servis, il cite, outre la « bombe de Sardanapale », un plat « au nom singulier et peu appétissant » d'« arrière-faix de Marie-Antoinette », qu'il décrit seulement comme un « ragoût très curieusement apprêté », que Frédéric II lui présente sur le ton de la confidence : 

« « Vous pouvez écrire à la Reine, ma bonne amie, que je vous ai traité avec l'arrière-faix, etc. Vous lui ferez les plus grands compliments de ma part. » — « Votre Majesté peut être sûre, lui répondis-je, que je n'y manquerai point ». — « Ah, mon Dieu, mon cher Prince, s'écria-t-il, vous me perdriez donc chez elle ! Au nom de Dieu, n'en parlez point ». »

### Roulette

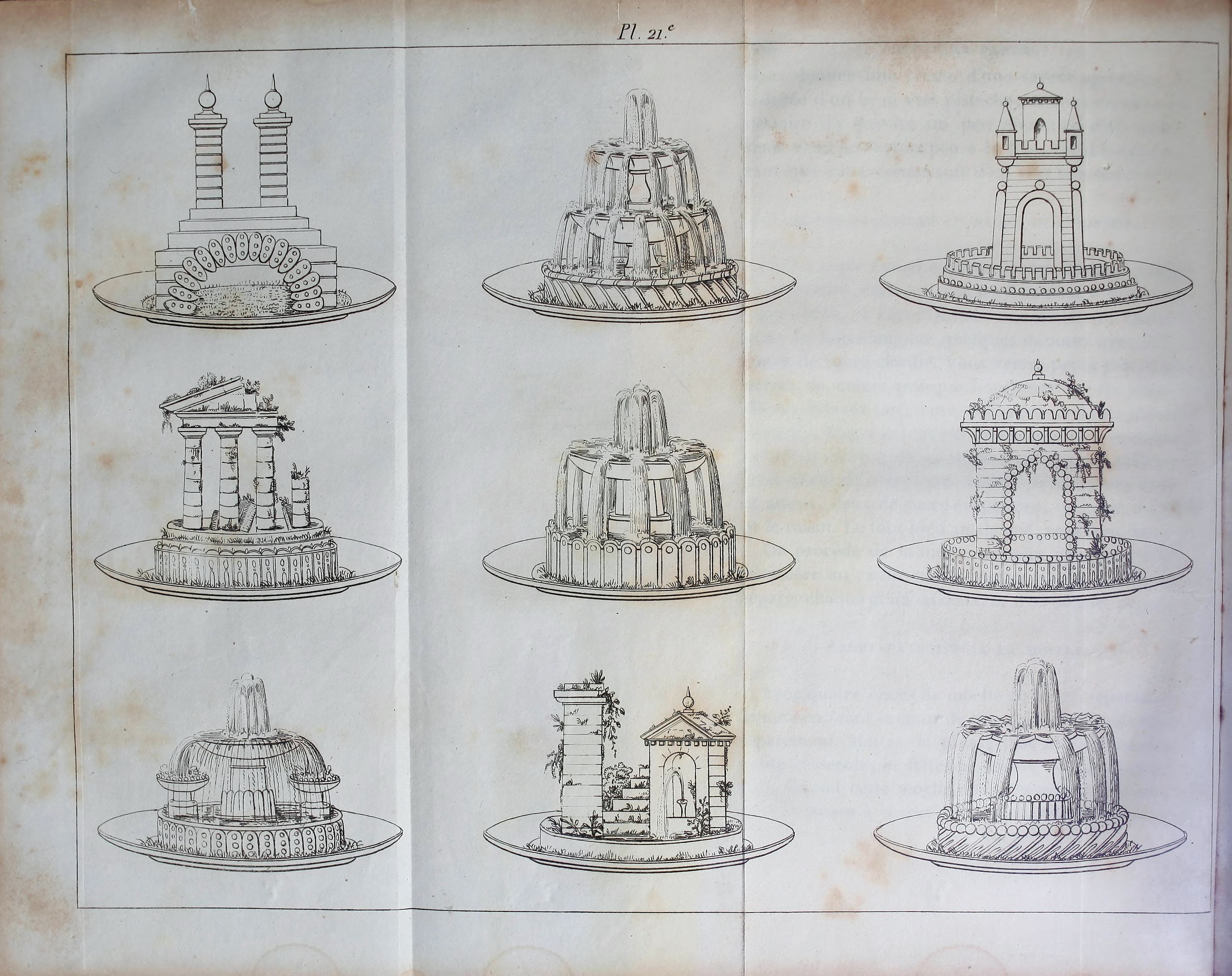
Entremets aux pommes de Carême (1842) : le pont à colonnes, la double cascade, le petit fort à arcades, la petite ruine antique, la cascade d'hiver, le petit portique, la cascade jaillissante, la petite fontaine en ruine et la cascade garnie de gelée au citron.

Bien qu'aucune recette de pâtisserie ne soit spécifiquement attribuée à André Noël, les fruits occupant par ailleurs une place importante à la table de Frédéric II, ce dernier était friand de pâtisseries,. Pierre Lacam et Antoine Charabot prêtent à André Noël l'invention de la roulette à pâtisserie : voulant faire une tarte frangipane, sans « la bander comme d 'habitude », il aurait pris « un éperon de rebut aux écuries » et fait « des bandes cannelées pour la griller dessus et autour ». Le roi content, Noël fait faire « à un quincailler […] une roulette cannelée des deux côtés avec un manche ». Cette dernière, disent-ils, « fait le tour de l'Allemagne et de l'Autriche », avant d'être adoptée en France par le grand pâtissier Carême,,,.

### Attributions douteuses

#### Pâté de La Mettrie
Casanova rapporte que 

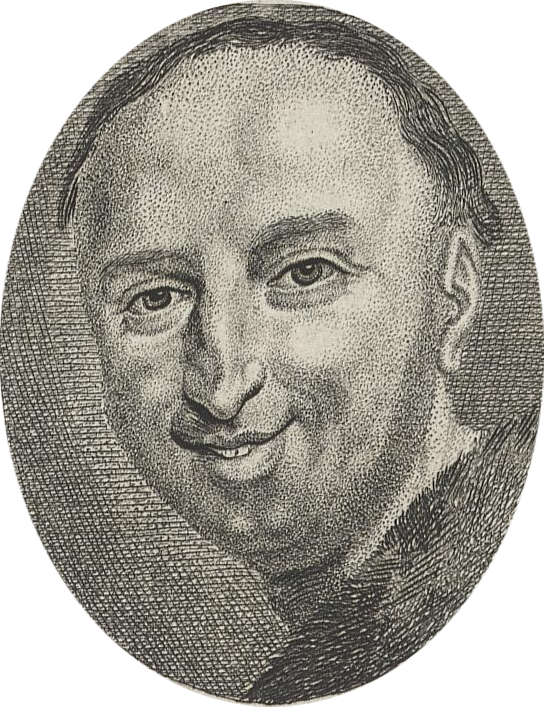
La Mettrie par Lavater, en 1741, dix ans avant le funeste pâté.

« sans Noël […] ou plutôt sans l'habileté de cet artiste culinaire, le fameux Lamettrie, ce médecin athée, ne serait pas mort d'indigestion ; car le pâté dont il mangea à outrance chez lord Tyrconel [Richard-François Talbot, comte de Tyrconnel, ambassadeur de France à la cour de Prusse] avait été fait par Noël. »

 Dans son édition des Mémoires de Casanova, Raoul Vèze donne une variante de ce passage dans un autre état du manuscrit : le plat responsable de la mort de Lamettrie pourrait, selon Casanova, avoir été la « bombe de Sardanapale », une conjecture que l'éditeur attribue également à Lord Dover. Bien que d'autres auteurs prêtent à Lord Rover cette affirmation, ce dernier se limite pourtant à rapporter que La Mettrie mourut d'indigestion après avoir mangé un pâté aux truffes. Friedrich Wilhelm Barthold, qui est un des premiers à évoquer une « bombe de Sardanapale » à propos de la mort de La Mettrie, ajoute toutefois que seul Casanova semble savoir que Noël est le cuisinier du plat meurtrier.
Il s'agit en tout cas d'un anachronisme de la part de Casanova : c'est en 1751, avant l'arrivée de Noël à Potsdam, et non en 1764, que La Mettrie meurt d'avoir abusé d'un pâté dont Madeleine Ferrières se demande s'il était de Périgueux, Antoine Louis Paris affirme qu'il était confectionné par « un cuisinier qui passait pour très habile » arrivé de Paris, Voltaire, qu'il était « envoyé du Nord », Frédéric II, qu'il s'agissait de « tout un pâté de faisan », et Voltaire, à nouveau, que le gingembre y masquait la présence de viandes avariées.

#### Jambon de Mayence

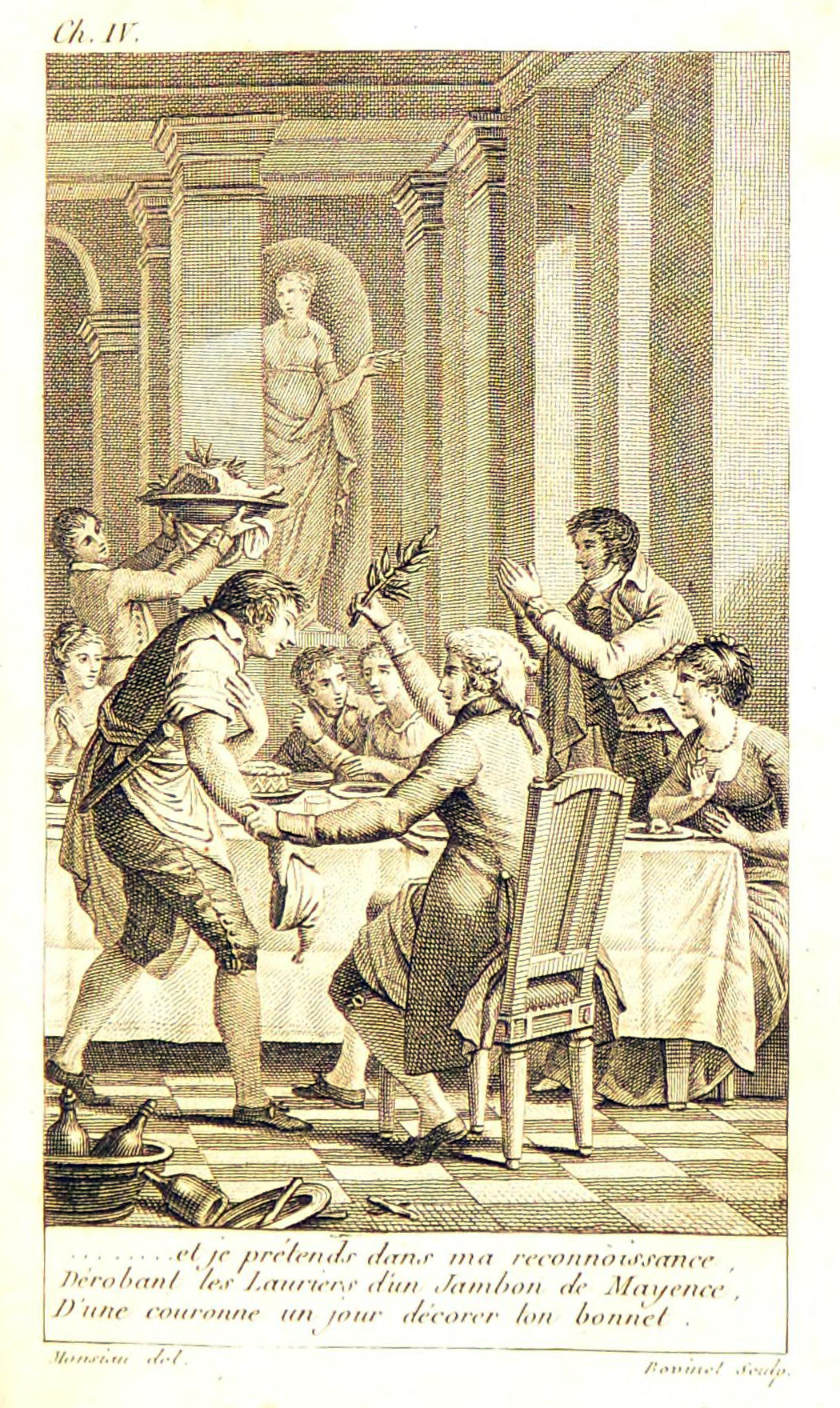
Illustration de Monsiau pour La Gastronomie, de Joseph Berchoux : André Noël félicité par le roi.

Au chant IV de son poème La Gastronomie, Joseph Berchoux affirme qu'il faut dire à un bon cuisinier :
[…] je prétends dans ma reconnaissance

Dérobant les lauriers d'un jambon de Mayence,

D'une couronne un jour décorer ton bonnet.

En effet, poursuit-il, 
C'est ainsi qu'un héros célèbre à plus d'un titre,

A daigné dans Potsdam adresser une épître

A l'illustre Noël, digne du noble emploi

De commander en chef les cuisines d'un roi.
Ces lauriers imaginaires, qui font l'objet d'une gravure de Nicolas-André Monsiau (voir ci-contre), inspirent un développement du Dictionnaire universel de cuisine pratique de Joseph Favre. Ce dernier, disant s'appuyer sur ses « notes privées, recueillies à la bibliothèque de Potsdam », affirme que cet éloge aurait été réellement prononcé par le roi, devant Voltaire, pour vanter les mérites d'un jambon préparé par Noël, « le plus grand cuisinier de l'époque ». Frédéric II aurait interrompu Voltaire pour faire cet éloge, et ce dernier « hargneux et jaloux » des « succès du cuisinier français » aurait essayé de convaincre le roi « que Noël était un ignorant et que les meilleurs jambons étaient ceux de Bayonne » ; mais les convives proclamèrent le jambon de Noël « le meilleur de l'Univers » et la renommée du jambon de Mayence « éclipsa en Prusse celle de Voltaire, ».

### Menus
Le menu d'un repas de Frédéric II était généralement composé de huit plats, dont quatre d'inspiration française, deux d'inspiration italienne et deux à sa fantaisie, voire selon sa recette,. Vehse donne le menu de l'un de ses derniers repas, organisé avec Noël le 5 août 1786, douze jours avant sa mort, où le roi a signifié d'une croix (†) son approbation du plat :
| Cuisinier | Plat                                                                  | Commentaire                                        |
| --------- | --------------------------------------------------------------------- | -------------------------------------------------- |
| Henault   | Soupe aux choux à la Fouqué                                           | †                                                  |
| Pfund     | Du bœuf aux panais et carottes                                        | †                                                  |
| Voigt     | Des poulets en cannelon aux concombres farcis au blanc à l'anglaise   | Rayé et remplacé par des côtelettes dans du papier |
| Dionisius | Petits pâtés à la romaine                                             |                                                    |
| Dionisius | De jeunes pigeons rôtis                                               |                                                    |
| Pfund     | Du saumon à la Dessau                                                 | †                                                  |
| Blesson   | Des filets de volaille à la Pompadour avec langue de bœuf et croquets |                                                    |
| Dionisius | Gâteau portugais                                                      | Rayé et remplacé par des gaufres                   |
| Pfund     | Petits pois                                                           | †                                                  |
| Pfund     | Harengs frais                                                         | †                                                  |
| Pfund     | Concombres marinés                                                    |                                                    |

## Postérité
Le 12 mars 1804, un acteur interprète André Noël, lors d'un bal masqué berlinois en l'honneur de la reine Louise : 

« Voilà qu'apparut l'esprit du défunt Noël, le célèbre cuisinier de Frédéric I. Pour ne pas déroger à son éternelle habitude, il n'apparut pas sans son parapluie, duquel, pour caractériser l'esprit, un léger crêpe pendait. Il avoua qu'un des principaux organes d'un bon cuisinier, le nez, l'avait amené hors des enfers et il apostropha en ces termes la compagnie : « L'odeur des faisans et des truffes m'attire du Paradis. Je viens offrir mes très humbles services pour ce soir, parce qu'il n'y a pas de bonnes fêtes sans le vieux Noël »,. »

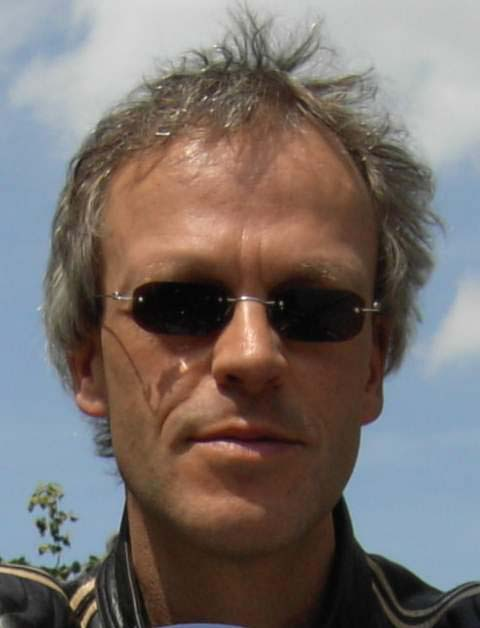
Tom Wolf, le créateur d'Honoré Pierre André Laurent-Étienne Langustier.

André Noël est un des personnages du roman historique Potsdam und Sans-Souci (1848), écrit par l'agathopède Eduard Maria Oettinger. Dans ce roman, dont l'intrigue se déroule en 1750 au château de Sans-Souci, Noël — qui se prénomme Jacques Narcisse — lit Le Comte de Gabalis et fréquente Voltaire et La Mettrie.
André Noël figure dans une biographie romancée de Frédéric II par Cornelia Wusowski (de). Il fait également plusieurs apparitions dans le cycle de romans policiers que Tom Wolf (de) consacre à Langustier (de), un personnage fictif censé être le maître-cuisinier adjoint de Frédéric II et qui résout des énigmes criminelles. Dans le roman Purpurrot (2002), situé en 1750-1751, le lecteur apprend qu'André Noël, alors second maître cuisinier du roi, est l'auteur du pâté meurtrier de La Mettrie en 1751 et que Langustier a été son apprenti à Fontainebleau. Dans le roman Rabenschwarz (2002), situé en 1766, le roi adresse à Langustier une épître inspirée de celle à Noël. Dans le roman Rosé Pompadour (2015), dont l'action situé en 1755, Langustier est présenté comme l'inventeur de la « bombe de Sardanapale », mais la postface de Rabenschwarz précise que le véritable inventeur est André Noël. Dans Kristallklar (2009), l'auteur explique qu'André Noël a pris la place de Langustier en 1777. André Noël apparaît encore dans un autre roman policier de la même série, Silbergrau (2004).